# 鲍里斯·利沃维奇·瓦西里耶夫
鲍里斯·利沃维奇·瓦西里耶夫（俄语：Борис Львович Васильев，羅馬化：Boris L'vovich Vasil'yev，1924年5月21日—2013年3月11日），苏联作家、编剧、第二次世界大战参战军人。代表作为中篇小说《这里的黎明静悄悄》。

## 生平
1924年5月21日，生于苏联斯摩棱斯克，1941年参加蘇德戰爭。2013年3月11日逝世。安葬于瓦甘科沃公墓。

## 主要作品

### 代表作《这里的黎明静悄悄》
1969年，代表作品中篇小说《这里的黎明静悄悄》发表，获广泛好评，陆续被改编成话剧、歌剧、芭蕾舞等。1972年由斯坦尼斯拉夫·罗斯托茨基执导，改编成同名电影，获较大成功，获得1973年威尼斯国际电影节纪念奖、1972年第45届奥斯卡金像奖最佳外语片奖提名和全苏电影节大奖。
电影《这里的黎明静悄悄》曾于1980年代初被引入中国，轰动一时，在中国获得较大知名度，甚至被称为“影响中国一代人”的苏联电影作品。2005年，为纪念世界反法西斯战争胜利60周年，《这里的黎明静悄悄》又被改编为20集同名电视剧在中国中央电视台首播。

### 其他作品
- 1973年，《不要射击白天鹅》
- 1984年，《后来发生了战争》